# Šalata
Šalata je dio grada Zagreba (kvart), smješten na obronku Medvednice, sjeverno od Vlaške ulice. Pripada gradskoj četvrti Gornji grad – Medveščak.
Na Šalati se nalaze Športsko rekreativni centar "Šalata", sportski kompleks s bazenima, teniskim terenima, klizalištem, te drugim sportskim objektima. Dio kompleksa KBC Zagreb te Medicinskog fakulteta također se nalazi na Šalati.
U Voćarskoj ulici smješteno je Međubiskupijsko dječačko sjemenište, Nadbiskupska klasična gimnazija te Crkva Presvetog Srca isusova.
U Mesićevoj ulici nalaze se 18. gimnazija i Osnovna škola Ivana Gorana Kovačića.
Na Šalati se također nalazi Prirodoslovno-matematički fakultet (Odsjeci za matematiku, fiziku, kemiju, geografiju i geologiju).